# Orbea schweinfurthii
Orbea schweinfurthii là một loài thực vật có hoa trong họ La bố ma. Loài này được (A. Berger) Bruyns mô tả khoa học đầu tiên năm 2000.